# Дъбраш
Дъбра̀ш (Дъбра̀шки рид или Доспа̀тска планина) е най-западният дял на Родопите, разположен в югозападната част на Западните Родопи. По-голямата му част е на територията на област Благоевград, югоизточната на територията на област Смолян, а крайните североизточни части в Област Пазарджик.

## Географски характеристики
Ридът има дължина от северозапад на югоизток 55 км, а маскималната му ширина е 23 – 25 км. Площ около 940 km2. На североизток и изток долината на река Доспат и Доспатската котловина го отделят от Велийшко-Виденишкият дял на Западните Родопи. На северозапад се простира до долината на река Златарица (ляв приток на Места), а на запад и югозапад до долината на река Места и Гоцеделчевската котловина, които го отделят от Пирин. Южната хълмиста част на рида попада в историко-географската област Чеч.
Ридът има асиметрично развитие – тесен (1 – 2 км) и стръменсевероизточен склон към долината на река Доспат и Доспатската котловина и силно изтеглен (20 – 23 км) и по-спокоен склон на югозапад към долината на река Места и Гоцезелчевската котловина. Билните му части са заравнени на 1550 – 1650 м, над които се издигат изолирани върхове, най-висок от които е връх Беслет (1937,3 м). Други по-високи върхове са: Карабурун (1810,1 м), Орлова скала (1773 м, Каракая (1761,4 м), Чукара (1749,7 м), Каялийски връх (1748,4 м), Свети Петър (1744,7 м), Чикича (1731,4 м), Пърдикон (1730,8 м), Арсъзтепе (1674,6 м), Унден (1668,3 м), Ючардъч (1650 м), Чарджик (1641,7 м), Калето (1574,7 м), Марашова чука (1414 м). Изграден е от гранити, гнайси и олигоценски риолити. По югозападното му подножие има наличие на плиоценски утайки. Климатът е преходносредиземноморски с планинско влияние. Годишната сума на валежите е около 880 mm, с максимум през ноември и минимум – август и септември. Във високите часто се проявяват смерчове, които унищожават част от горите. Над 80% от площта на рида се отводнява от левите притоци на Места – реките Канина (с притоки си Вищерица), Чечка Бистрица и др., а останалата част принадлежи към водосборния басейн на река Доспат с основен приток Кочанска река. Част от водите на някои от реките се отвеждат чрез тунели в язовир „Доспат“. В района на село Огняново бликат топли минерални извори. Почвите са предимно кафяви планинско-горски. Характерни растителни видове са бял бор, ела, смърч, бук. В рида се намира най-големият масив от брези в България. От животинския свят са разпространени мечка, дива свиня, сърна, пъстърва, черна мряна. Изградени са два поддържани резервата „Конски дол“ и „Тъмната гора“.
Във вътрешността на рида са разположени малките селца Ковачевица и Долен, които със запазените си стари автентични възрожденски къщи са обявени за архитектурни паметници на културата.
По склоновете, подножията и вътрешността на рида са разположени 38 села: Абланица, Балдево, Блатска, Боголин, Буково, Ваклиново, Вълкосел, Годешево, Горно Дряново, Гостун, Гърмен, Дебрен, Долен, Долно Дряново, Дъбница, Жижево, Ковачевица, Кочан, Крибул, Крушево Лещен, Любча, Марчево, Огняново Ореше, Осеново, Осиково, Осина, Плетена, Рибново, Сатовча, Скребатно, Слащен, Туховища, Филипово, Фъргово, Хвостяне и Црънча.
През южната част на рида, от запад на изток, през рида, от село Дъбница до град Доспат, на протежение от 42,1 км, преминава участък от третокласен път № 197 от Държавната пътна мрежа Гоце Делчев – Доспат – Девин.

## Етимология
В европейски карти от XVIII и XIX век Родопите са отбелязани като Despoto dagh, Dospada Jailasi, Dozpat Jaïlassi. Според „Българския етимологичен речник“ името е производно от деспот с о вместо е – или под влияние на вокалната хармония в турския език или вероятно от *дêспат, акащ говор. Вероятно е по името на деспот Алексий Слав, владял Западните Родопи в началото на XIII век. Сравнимо е и засвидетелстваното име на Родопите Славееви гори.

## Топографска карта
- Лист от карта K-34-84. Мащаб: 1 : 100 000.
- Лист от карта K-34-96. Мащаб: 1 : 100 000.
- Лист от карта K-35-73. Мащаб: 1 : 100 000.
- Лист от карта K-35-85. Мащаб: 1 : 100 000.